# BearCity
BearCity je americký hraný film z roku 2010, který režíroval Doug Langway podle vlastního scénáře. Komedie z prostředí tzv. gay bears vypráví o mladíkovi, který hledá dokonalého přítele.

## Děj
Tylerovi je 21 a snaží se prosadit jako herec. Žije se svým spolubydlícím a kamarádem Simonem v New Yorku. Rád by si našel přítele, ale jeho typem nejsou vrstevníci jako Simon, ale muži středního věku patřící mezi tzv. gay medvědy. V baru se seznámí s dvojicí Fredem a Brentem, kteří shánějí podnájemníka. Krátce na to se Tyler seznámí s jejich kamarádem Rogerem, do kterého se zamiluje. Roger ale nechce veřejně přiznat, že se mu líbí mladší kluk a Tyler se proto musí snažit, aby Rogera zaujal.

## Obsazení
| Joe Conti         | Tyler |
| Ashlie Atkinson   | Amy   |
| Stephen Guarino   | Brent |
| Brian Keane       | Fred  |
| Gerald McCullouch | Roger |
| Alex Di Dio       | Simon |